# História da Crimeia
Os primeiros habitantes da Crimeia de quem se têm resquícios autênticos foram os cimerianos, que foram expulsos pelo Citas durante o século VII a.C.. Uma pequena população que se refugiara nas montanhas ficou conhecida posteriormente como os Tauri. Neste mesmo século, os antigos colonos gregos começaram a ocupar a costa, isto é, dórios de Heracleia em Quersoneso, e jônios de Mileto em Teodósia e Panticapeia (também chamado Bósforo).
Dois séculos mais tarde, (438 a.C.) Espártoco I, o archon, ou líder, dos Jônios assumiu o título de Rei do Bósforo, um Estado que manteve relações importantes com Atenas, fornecendo àquela cidade trigo e outros produtos. Naquela época foi construído um porto denominado Quersoneso, no local onde hoje fica o porto de Sevastopol. O último destes reis, Perisades V, sendo pressionado pelos Citas, pediu proteção a Mitrídates VI, rei do Ponto, em 114 a.C.. Depois da morte de seu protetor, seu filho Fárnaces, como recompensa pelo auxílio dado aos romanos na guerra contra o próprio pai, recebeu em 63 a.C. de Pompeu o reino do Bósforo. Em 15 a.C. foi mais uma vez devolvido ao rei de Ponto, mas daí em diante acabou mantendo-se um território tributário de Roma.
Durante os séculos seguintes a Crimeia foi invadida, atravessada ou ocupada sucessivamente pelos godos (250, pelos hunos (376), pelos Cazares (século VIII), pelos gregos bizantinos (1016), pelos quipechaques (1050), e pelos mongóis (1237).
Em 854, os viquingues começaram a ocupar posições nas margens do Rio Dniepre, tendo como objetivo alcançar as riquezas do Império Bizantino. Nesse processo surgiu a Rússia de Quieve, que chegou a estender seus domínios até a Crimeia. No entanto, essa situação mudou com a invasão tártara-mongol que tomou Quieve em 1240.
No século XIII, os Genoveses destruíram ou tomaram as colônias que seus rivais Venezianos haviam fundado na costa da Crimeia e se estabeleceram em Cembalo (Balaclava), Soldaia (Sudak), e Cafa (Teodósia). Essas prósperas cidades comerciais existiram até a conquista da península pelos Turcos Otomanos em 1475.
Enquanto isso, os tártaros haviam fincado pé no norte e no centro da península desde o século XIII. O pequeno enclave dos caraítas instalou-se entre os tártaros da Crimeia, principalmente em Çufut Qale. Depois da destruição da Horda Dourada por Tamerlão, eles fundaram o Canato da Crimeia em 1427 (ou em 1428 ) (ou em 1443) com Haji-Girei, um descendente de Gêngis Cã. Seus sucessores e ele próprio reinaram primeiramente em Solkhat (Eski Qırım) e, a partir do início do século XV, em Bakhchisaray (ou Bakh-chisarai).
Em 1475, o Império Otomano conquistou a maior parte da Crimeia, e o território passou a ser base de partida para incursões contra terras russas. Em 1777 o território foi conquistado pelo general russo (futuro generalíssimo) Suvorov, e passa a ser um protetorado do Império Russo. Em 1783 toda a Crimeia foi anexada à Rússia e teve início a construção das cidades de Sebastopol e de Simferopol. Com suas praias de clima relativamente quente, o local passou a ser um importante destino turístico para os russos.

## Período soviético
Durante a Guerra Civil Russa (1918-1922) o poder na península mudou de mão várias vezes, ao final do conflito foi formada a República Autônoma Socialista da Crimeia que, em 1922, aderiu à União Soviética.
A Crimeia foi palco de uma das mais sangrentas batalhas da Grande Guerra Patriótica (Segunda Guerra Mundial). Os invasores alemães tiveram inúmeras perdas quando tentaram avançar através do istmo ligando a Crimeia à Ucrânia,  em Perekop, no verão de 1941. Quando finalmente conseguiram atravessar, os alemães ocuparam a maior parte da Crimeia, com exceção da cidade de Sebastopol (Cidade Heroica). Sebastopol resistiu heroicamente de Outubro de 1941 até 4 de Julho de 1942, quando os alemães finalmente capturaram a cidade. As tropas soviéticas conseguiram liberar Sebastopol somente em 1944.
Em 1944, com a retomada da Crimeia por forças soviéticas, foram deportados tártaros, armênios, búlgaros e gregos residentes na península, sob a acusação de terem colaborado com a ocupação nazista. Estima-se que 46% desses deportados tenham morrido de fome e doenças. Em 1989, a deportação foi declarada ilegal.
Decidiu-se que parte da água do Lago da Hidrelétrica de Kakhovka não seria utilizada para gerar eletricidade, mas para irrigar as terras áridas do sul da Ucrânia e da Crimeia.
No final de 1953, teve início a construção de irrigação levando a água do lago da hidrelétrica de Kakhovka para o norte da Crimeia, para facilitar a administração dessa construção, foi sugerido que a Crimeia passasse a ser parte da RSS da Ucrânia.
Em fevereiro de 1954, Khrushchov, aproveitando também a ocasião das comemorações dos 300 anos do Tratado de Pereyaslav, acatou a sugestão, e a Crimeia deixou de ser parte da República Socialista Federada Soviética da Rússia, para passar a integrar a RSS da Ucrânia  . Com o colapso da União Soviética, a Crimeia tornou-se parte da recém independente Ucrânia, uma situação ressentida por parte da população de maioria russa e causadora de tensões entre a Rússia e a Ucrânia. Com a Frota do Mar Negro baseada na península, houve apreensões de conflito armado.

## Autonomia
Em fevereiro de 1991, a península obteve o estatuto de "República Autônoma", em maio de 1992 foi aprovada uma Constituição que vigorou até março de 1995.
A Crimeia proclamou sua independência em 5 de Maio de 1992, mas concordou mais tarde permanecer parte integrante da Ucrânia como uma República autônoma.
A cidade de Sebastopol está situada dentro da República, mas tem um status municipal especial na Ucrânia. O Presidente da República é Boris Davydovych Deich, desde 2002 e o primeiro-ministro é Anatolii Fedorovych Burdyugov, desde 23 de Setembro de 2005.

## A crise da Ucrânia e a importância estratégica da Crimeia
A Crimeia é uma região importante por seu valor estratégico, histórico e cultural.
A importância estratégica da Crimeia está na sua localização e posição geográfica, além de oferecer vantagens económicas e comerciais.
A Crimeia é uma província semiautónoma da Ucrânia localizada na região sul do país, em uma península situada às margens do Mar Negro. Trata-se de uma zona que, apesar de fazer parte do território ucraniano, ainda possui fortes relações étnicas e políticas com a ‎Rússia‬, sendo um dos principais entraves entre os dois países em âmbito diplomático.
O principal valor estratégico da Crimeia é, sem dúvida, a sua posição geográfica. A região representa uma saída importante para o Mar Negro, que é o único porto de águas quentes da Rússia. Isso significa que essa zona possui relevância tanto em nível comercial quanto no plano militar para os russos, por facilitar a movimentação de cargas e por garantir o controlo do canal que liga esse ‪mar‬ ao Mar de Azov.
Outro ponto importante é o valor económico da província, que é uma grande produtora de grãos e vinhos, apresentando também uma avançada indústria alimentícia. Os portos da Crimeia também são responsáveis por boa parte do escoamento da produção agrícola ucraniana que segue em direção à Europa e à própria Rússia, além de ser o ponto onde o país realiza uma considerável parte de suas importações, incluindo o gás russo.
Em um acordo firmado em 2010, a Rússia instalou uma base militar em Sebastopol, cidade localizada no sul da Crimeia, com a permanência prevista até o ano de 2042. Em troca, o governo de Moscovo cedeu US$ 40 bilhões de dólares em gás natural, fonte de ‪‎energia‬ da qual a Ucrânia é extremamente dependente.
Além de todos esses factores, na região concentra-se uma grande quantidade de povos ligados à Rússia, utilizando o idioma do país vizinho. Essa população corresponde a 60% dos mais de dois milhões de habitantes da região, que foi cedida à Ucrânia ainda na época da União Soviética pelo líder do Partido Comunista, Nikita Khrushchev. Nesse sentido, tanto o governo russo quanto o governo ucraniano procuram intensificar o sentimento nacionalista na região para ambos os lados a fim de ampliarem a influência ideológica local, actualmente polarizada entre os «pró-Rússia» e os «pró-Ucrânia», esses últimos mais conhecidos como «pró-Europa», por serem favoráveis a um estreitamento das relações comerciais com a União Europeia.
Essa questão, inclusive, está no centro da crise que atingiu o país nos últimos tempos, resultando em uma série de protestos que derrubou, respectivamente, o primeiro-ministro, Mykola Azarov, e o presidente, Viktor Yanukovich, com a instituição de um novo governo. Essa mudança de poder foi uma represália à acção do então presidente que se recusou a assinar um tratado que estreitaria as relações comerciais ucranianas com a União Europeia, preferindo aproximar-se economicamente da Rússia, o que desagradou os comandos pró-Europa.
O presidente russo, Vladimir Putin, então considerou essa tomada de poder como uma acção ilegítima. Assim, a região da Crimeia passou a ser dominada por um comando pró-Rússia, que vem procurando ampliar a autonomia da região e consolidar um centro de oposição ao novo governo instaurado. Deste modo, sob a justificativa de «normalizar» a situação e estabelecer uma protecção aos cidadãos russos, a Rússia enviou tropas para a Crimeia, ocupando aeroportos e bases militares na província.
Esse movimento desagradou profundamente aos governos ocidentais, notadamente a União Europeia e os Estados Unidos, que não vêem com bons olhos um eventual crescimento do imperialismo russo na região. Por esse motivo, o presidente estadunidense Barack Obama articulou uma série de sanções diplomáticas e comerciais contra a Rússia para enfraquecer Moscovo e pressionar Putin a recuar, o que contribuiu para elevar a tensão tanto em nível local quanto em escala mundial.

## A Declaração de Independência e pedido de reintegração com a Rússia
No dia 27 de fevereiro de 2014, cinco dias após o presidente da Ucrânia Viktor Yanukovych ser deposto de suas funções presidenciais, o Parlamento da Crimeia anunciou um referendo para o dia 25 de maio de 2014, para decidir se a população crimeana optaria por uma anexação à Rússia ou se optaria pela restauração da Constituição da Crimeia de 1992 que, basicamente, daria mais autonomia à região e a tornaria mais independente da Ucrânia . Tal atitude foi repudiada firmemente pelo governo provisório da Ucrânia, Estados Unidos e diversos países da União Europeia. Em contrapartida, a Rússia apoiou e afirmou que reconheceria o resultado desse referendo. A decisão do Parlamento da Crimeia não pareceu ser uma decisão isolada visto que os deputados do Parlamento foram, praticamente, unânime em votar pela realização do referendo e a grande maioria dos cidadãos da Crimeia manifestaram firme apoio através de passeatas. Apesar do amplo apoio da maioria dos cidadãos da Crimeia, a minoria composta por tártaros e ucranianos anunciaram que boicotariam o referendo.
No dia 2 de março de 2014, o Primeiro-ministro da Crimeia, Sergey Aksyonov, anunciou que o referendo seria antecipado para o dia 16 de março do mesmo ano , provocando medidas mais severas da comunidade internacional, capitaneada pelos Estados Unidos e União Europeia, que se apressaram em adiantar que o referendo seria ilegal e que não reconheceriam o mesmo. Tais medidas contrastaram com a medida da Rússia que continuou afirmando seu apoio a legitimidade do referendo e que reconheceria o resultado do mesmo apesar da grande pressão diplomática dos outros países.
No dia 10 de março, 78 de um total de 100 integrantes do parlamento regional da Crimeia aprovaram a declaração de independência da península em relação à Ucrânia, na qual foi invocada a Carta das Nações Unidas, foi citado o precedente da Independência do Cosovo e uma série de outros documentos internacionais que estabelecem o direito dos povos à autodeterminação, por outro lado, as autoridades de Quieve afirmaram que não vão reconhecer a decisão de um parlamento que consideram ilegal.
No dia 15 de março de 2014, na véspera do referendo da Crimeia, o Conselho de Segurança da ONU se reuniu para votar por uma resolução que condenasse e não reconhecesse o referendo da Crimeia. 13 dos 15 países do Conselho votaram a favor da resolução, com a China se abstendo. Como a Rússia tem poder de veto, ela votou contra a resolução e, assim sendo, a resolução não foi aprovada .
No dia 16 de março de 2014, enfim, é realizado o referendo da Crimeia , alheio a diversas críticas e ameaças da comunidade internacional e com o apoio pertinente da Rússia.
No dia 17 de março de 2014, cumprindo as previsões iniciais, a República Autônoma da Crimeia anuncia o resultado final de seu referendo apontando que cerca de 95,5% dos votos optaram pela anexação do território à Rússia .
Com o resultado do referendo, no mesmo dia de 17 de março, o Parlamento da Crimeia aprovou por unanimidade e declarou, oficialmente, a Crimeia independente da Ucrânia ao mesmo tempo que oficializou o pedido de anexação à Rússia ao presidente Vladimir Putin . Paralelo ao resultado do referendo, houve protestos e ameaças da Ucrânia e demais países, como Estados Unidos e União Europeia, que ressaltaram não reconhecer o resultado do referendo, que julgam ser constitucionalmente ilegal  .
No dia 18 de março, o presidente Vladimir Putin fez um discurso a parlamentares russos no qual defendeu a reintegração da Crimeia à Rússia, e logo depois foi assinado um tratado de anexação da península à Federação Russa  .
No dia 22 de março, o presidente Vladimir Putin sancionou a lei que completa a reintegração da Crimeia à Rússia, desafiando líderes ocidentais que continuavam afirmando que a Crimeia seria parte da Ucrânia.